# Час у Великій Британії
Територія Сполученого Королівства знаходиться в 24-му часовому поясі — UTC+0. Також він називається середнім часом за Ґринвічем (Greenwich Mean Time, GMT) або західноєвропейським часом (Western European Time, WET). З останньої неділі березня до останньої неділі жовтня діє літній час, що відповідає UTC+1 — британський літній час (British Summer Time, BST) або західноєвропейський літній час (Western European Summer Time, WEST).
Заморські володіння Сполученого Королівства використовують час, що приблизно відповідає часу їх розташування. Загалом, територія держави лежить у дев'яти часових поясах.

## Часові пояси Сполученого Королівства та його заморських територій
| Територія                                                                          | Часовий пояс               | Стандартний час   | Літній час         | Період дії літнього часу                  |
| ---------------------------------------------------------------------------------- | -------------------------- | ----------------- | ------------------ | ----------------------------------------- |
| Піткерн                                                                            | Піткернський час           | PST — UTC-8       | відсутній          |                                           |
| Теркс і Кайкос                                                                     | Східний час                | EST — UTC-5       | EDT — UTC-4        | 2-а неділя березня — 1-а неділя листопада |
| Анґілья, Британські Віргінські острови, Монтсеррат                                 | Атлантичний час            | AST — UTC-4       | відсутній          |                                           |
| Бермуда                                                                            | Атлантичний час            | AST — UTC-4       | ADT — UTC-3        | 2-а неділя березня — 1-а неділя листопада |
| Фолкленди                                                                          | Фолклендський час          | FKT — UTC-3       | відсутній          |                                           |
| Південна Джорджія та Південні Сандвічеві острови                                   | Ґритвікенський час         | GST — UTC-2       | відсутній          |                                           |
| Острів Св. Єлени                                                                   | Ґринвіцький час            | GMT — UTC+0       | відсутній          |                                           |
| Велика Британія та Північна Ірландія (метрополія), острів Мен, Нормандські острови | Західноєвропейський час    | WET (GMT) — UTC+0 | WEST (BST) — UTC+1 | ост. неділя березня — ост. неділя жовтня  |
| Ґібралтар                                                                          | Центральноєвропейський час | CET — UTC+1       | CEST — UTC+2       | ост. неділя березня — ост. неділя жовтня  |
| Акротирі і Декелія                                                                 | Східноєвропейський час     | EET — UTC+2       | EEST — UTC+3       | ост. неділя березня — ост. неділя жовтня  |
| Британська Територія в Індійському океані                                          | Індійський Чагоський час   | IOT — UTC+6       | відсутній          |                                           |

## Історія
Час за Ґринвіцьким меридіаном вводився на території Великої Британії, починаючи від 1 листопада 1847 року. Початково це стосувалося лише залізниць. Впровадження ж поясного часу в повсякдення призупинила постанова суду 1858 року, яка визнавала як офіційний середній сонячний час. Та у 1880 році Ґринвіцький час був юридично визнаний офіційним часом для Великої Британії. До 1916 року його стали використовувати острів Мен, Гернсі і Джерсі.
В Ірландії (в тому числі у Північній Ірландії) 1880 року був встановлений Дублінський час, що відповідав UTC+0:25. Він діяв до осені 1916 року, коли був змінений на GMT.
З 1901 по 1936 існував також т. зв. Сандрігемський час, запровадженим королем Едуардом VII у маєтку Сандрігемі і згодом поширеним на інші резиденції. Він відповідав UTC+0:30. Існує кілька версій причини впровадження цього часу. За одною з них, королева Олександра постійно спізнювалася, тому півгодинне зміщення часу мало змусити її позбутися цієї звички. Інша, більш правдоподібна версія — королю просто було необхідно більше світлого часу увечері для полювання. У всякому разі, традицію жити і працювати на півгодини раніше від підданих продовжив наступник Едуарда VII Георг V. Скасував же його під час свого короткого правління Едуард VIII.

### Запровадження літнього часу
Велика Британія була другою країною у світі (після Нової Зеландії), де висловлювалися ідеї щодо змін часу влітку, щоб не марнувати світлий час доби. Англійський архітектор Вільям Віллет одного разу, прогулюючись вранці верхи, звернув увагу, що віконниці багатьох будинків були досі зачинені, хоча сонце давно зійшло. Крім того, будучи завзятим гравцем у гольф, він не любив закінчувати гру в сутінках. Тож він розпочав кампанію у британському парламенті за впровадження літнього часу. На його думку, 80-хвилинне (4 рази по 20 хвилин) переведення годинника навесні дозволило б не марнувати світлий час доби вранці, натомість мати більше його увечері. Однак тоді ця ініціатива прийнята не була.
У 1916 році Німеччина та її союзники у Першій світовій війні з метою економії енергоресурсів перейшли на літній час. Велика Британія також стала щорічно переводити стрілки годинників на одну годину вперед навесні і на одну годину назад восени. Британський літній час дорівнює UTC+1. Там, де діяли Дублінський час і Сандрігемський час, літній час дорівнював UTC+0:35 i UTC+1:30 відповідно. Однак восени 1916 року, при поверненні до стандартного часу, Ірландія перейшла на GMT.
До Другої світової війни дати введення і скасування літнього часу у Великій Британії неодноразово змінювались:
| Рік  | Дата введення | Дата скасування |
| ---- | ------------- | --------------- |
| 1916 | 21 травня     | 1 жовтня        |
| 1917 | 8 квітня      | 17 вересня      |
| 1918 | 24 березня    | 30 вересня      |
| 1919 | 30 березня    | 29 вересня      |
| 1920 | 28 березня    | 25 жовтня       |
| 1921 | 3 квітня      | 3 жовтня        |
| 1922 | 26 березня    | 8 жовтня        |
| 1923 | 22 квітня     | 16 вересня      |
| 1924 | 13 квітня     | 21 вересня      |
| 1925 | 19 квітня     | 4 жовтня        |
| 1926 | 18 квітня     | 3 жовтня        |
| 1927 | 10 квітня     | 2 жовтня        |
| 1928 | 22 квітня     | 7 жовтня        |
| 1929 | 21 квітня     | 6 жовтня        |
| 1930 | 13 квітня     | 5 жовтня        |
| 1931 | 19 квітня     | 4 жовтня        |
| 1932 | 17 квітня     | 2 жовтня        |
| 1933 | 9 квітня      | 8 жовтня        |
| 1934 | 22 квітня     | 7 жовтня        |
| 1935 | 14 квітня     | 6 жовтня        |
| 1936 | 19 квітня     | 4 жовтня        |
| 1937 | 18 квітня     | 3 жовтня        |
| 1938 | 10 квітня     | 2 жовтня        |
| 1939 | 16 квітня     | 19 листопада    |

### ПеріодДругої світової війни
У 1940 році Велика Британія не здійснила повернення до стандартного часу восени, залишившись на літньому і в зимовий період. Проте навесні 1941 року годинники були переведені ще на годину вперед. Британський подвійний літній час дорівнював UTC+2. Такий час діяв тоді майже по всій Європі, окупованій німецькими нацистами. Таким чином, у літній період Велика Британія жила за подвійним, а в зимовий — за звичайним літнім часом. Лише у 1945 році восени відбулося ще одне переведення годинників назад, з метою відновлення дії стандартного часу. Але в 1947 році годинники переводили 4 рази — двічі навесні і двічі восени.
| Текст заголовка  | Текст заголовка                | Текст заголовка |
| ---------------- | ------------------------------ | --------------- |
| Дата             | Подія, зміна в годинах         | Час після       |
| 25 лютого 1940   | літній час введено, +1         | BST — UTC+1     |
| 4 травня 1941    | подвійний літній час введено   | BDST — UTC+2    |
| 10 серпня 1941   | подвійний літній час скасовано | BST — UTC+1     |
| 5 квітня 1942    | подвійний літній час введено   | BDST — UTC+2    |
| 9 серпня 1942    | подвійний літній час скасовано | BST — UTC+1     |
| 4 квітня 1943    | подвійний літній час введено   | BDST — UTC+2    |
| 15 серпня 1943   | подвійний літній час скасовано | BST — UTC+1     |
| 2 квітня 1944    | подвійний літній час введено   | BDST — UTC+2    |
| 17 вересня 1944  | подвійний літній час скасовано | BST — UTC+1     |
| 2 квітня 1945    | подвійний літній час введено   | BDST — UTC+2    |
| 15 липня 1945    | подвійний літній час скасовано | BST — UTC+1     |
| 7 жовтня 1945    | літній час скасовано           | GMT — UTC+0     |
| 14 квітня 1946   | літній час введено, +1         | BST — UTC+1     |
| 6 жовтня 1946    | літній час скасовано           | GMT — UTC+0     |
| 16 березня 1947  | літній час введено, +1         | BST — UTC+1     |
| 13 квітня 1947   | подвійний літній час введено   | BDST — UTC+2    |
| 10 серпня 1947   | подвійний літній час скасовано | BST — UTC+1     |
| 2 листопада 1947 | літній час скасовано           | GMT — UTC+0     |

### Після Другої світової війни
У 1948—1968 роках літній час використовувався таким чином:
| Рік  | Дата введення | Дата скасування |
| ---- | ------------- | --------------- |
| 1948 | 14 березня    | 31 жовтня       |
| 1949 | 3 квітня      | 30 жовтня       |
| 1950 | 16 квітня     | 22 жовтня       |
| 1951 | 15 квітня     | 21 жовтня       |
| 1952 | 20 квітня     | 26 жовтня       |
| 1953 | 19 квітня     | 4 жовтня        |
| 1954 | 11 квітня     | 3 жовтня        |
| 1955 | 17 квітня     | 2 жовтня        |
| 1956 | 22 квітня     | 7 жовтня        |
| 1957 | 14 квітня     | 6 жовтня        |
| 1958 | 20 квітня     | 5 жовтня        |
| 1959 | 19 квітня     | 4 жовтня        |
| 1960 | 10 квітня     | 2 жовтня        |
| 1961 | 26 березня    | 29 жовтня       |
| 1962 | 25 березня    | 28 жовтня       |
| 1963 | 31 березня    | 27 жовтня       |
| 1964 | 22 березня    | 25 жовтня       |
| 1965 | 21 березня    | 24 жовтня       |
| 1966 | 20 березня    | 23 жовтня       |
| 1967 | 19 березня    | 29 жовтня       |
| 1968 | 18 лютого     | -               |

### Запровадження центральноєвропейського часу
У 1968 році восени не відбулося повернення до стандартного часу. Фактично це означало перехід в інший часовий пояс — центральноєвропейський час (CET). У Великій Британії він діяв цілорічно (без переходу на літній час) з 1968 по 1971 рік. Експеримент не зустрів підтримки у суспільстві та був припинений 31 жовтня 1971 року — о 3 годині країна перейшла на GMT.

### Сучасність
З 1972 року більше не проводилося ніяких експериментів, стандартний час відповідає GMT, літній час стабільно запроваджується щороку. Щоправда, останніми роками висуваються пропозиції про перехід на центральноєвропейський час. Проти цих ініціатив виступають шотландські політики і фермери.
Літній час у 1972—1980 роках впроваджувався третьої неділі березня о другій годині, з 1981 року — останньої неділі березня о першій годині, скасовувався у 1972—1995 роках у неділю періоду 23 — 29 жовтня о третій (з 1981-го — о другій) годині, з 1996 року — останньої неділі жовтня о другій годині.
Такий же порядок обчислення часу діяв і продовжує діяти на острові Мен, коронних володіннях Гернсі та Джерсі.

### Історія часу у заморських володіннях Сполученого Королівства

#### Анґілья
Анґілья запровадила поясний час опівночі 2 березня 1912 року. Відтоді ніяких змін часу не відбувалося. В Анґільї використовується атлантичний час (AST, UTC-4) цілорічно.

#### Бермуда
Бермудські острови запровадили поясний час опівночі 1 січня 1930 року — було встановлено атлантичний час (AST, UTC-4). Починаючи з 1974 року, щорічно існує перехід на літній час — (ADT, UTC-3). Нині він вводиться другої неділі березня та скасовується першої неділі листопада.

#### Британські Віргінські острови, Монтсеррат
Поясний час атлантичний час (AST, UTC-4) запроваджено 1 липня 1911 року. Після цього ніяких змін часу тут не відбувалося.

#### Гібралтар
У Гібралтарі GMT запроваджено 2 серпня 1880 року. З 1916 по 1956 рік мешканці Гібралтару, як і мешканці метрополії, використовували літній час. 14 квітня 1957 року Гібралтар перейшов на центральноєвропейський час (CET, UTC+1). Літній час (CEST, UTC+2) впроваджується з 1982 року. Нині він діє з останньої неділі березня до останньої неділі жовтня.

#### Кайманові острови
Поясний час запроваджено 1 лютого 1912 року: східний час (EST, UTC-5). Сезонні зміни часу відсутні. Кайманові острови розглядають можливість використання літнього часу в майбутньому.

#### Піткерн
Піткернський стандартний час (PST, UTC-8:30) запроваджено 1 січня 1900 року. 27 квітня 1998 він був змінений на півгодини — до UTC-8.

#### Острів Святої Олени, Вознесіння і Трістан-да-Кунья
GMT запроваджено 1 січня 1951 року. Більше ніяких змін часу не відбувалося.

#### Південна Джорджія та Південні Сандвічеві острови
Поясний час (GST, UTC-2) запроваджено 1 січня 1890 року. Більше ніяких змін часу не відбувалося.

#### Теркс і Кайкос
1 січня 1890 року час на островах було синхронізовано. Від Лондона від був позаду на 5 годин 7 хвилин та 11 секунд. Поясний час запроваджено 1 лютого 1912 року: східний час (EST, UTC-5). Починаючи з 1979 року, щорічно існує перехід на літній час — (EDT, UTC-4). Нині він вводиться другої неділі березня та скасовується першої неділі листопада.http://www.timeanddate.com/time/zone/turks-caicos/cockburn-town З 8 березня 2015 року Теркс і Кайкос планує ввести атлантичний час (AST, UTC-4), без використання літнього часу.

#### Фолклендські острови
З 1 січня 1890 року по 12 березня 1912 року час на Фолклендах на 3 години 51 хвилину і 24 секунди був позаду Лондона. Після цього було введено поясний час (FKT), що відповідав UTC-4. З 1937 по 1942 рік використовувався літній час:
| Рік (сезон) | Літній час введено | Літній час скасовано |
| ----------- | ------------------ | -------------------- |
| 1937/38     | 26 вересня, 00:00  | 19 березня, 24:00    |
| 1938/39     | 25 вересня, 00:00  | 18 березня, 24:00    |
| 1939/40     | 1 жовтня, 00:00    | 24 березня, 24:00    |
| 1940/41     | 29 вересня, 00:00  | 23 березня, 24:00    |
| 1941/42     | 28 вересня, 00:00  | 22 березня, 24:00    |
| 1942        | 27 вересня, 00:00  | 31 грудня, 24:00     |

1 травня 1983 року FKT було змінено до UTC-3. Того ж року став використовуватись літній час — FKST, що тепер відповідав UTC-2.
| Рік (сезон) | Літній час введено | Літній час скасовано |
| ----------- | ------------------ | -------------------- |
| 1983/84     | 25 вересня, 00:00  | 28 квітня, 24:00     |
| 1984/85     | 16 вересня, 00:00  | 27 квітня, 24:00     |

Однак, у вересні 1985 року, при введенні літнього часу, стандартний час було знову змінено до UTC-4. Літній час відтепер знову був рівний UTC-3.
| Рік (сезон)       | Літній час введено          | Літній час скасовано       |
| ----------------- | --------------------------- | -------------------------- |
| 1985/86           | 15 вересня, 00:00           | 19 квітня, 24:00           |
| 1986/87 — 2000/01 | друга неділя вересня, 00:00 | третя субота квітня, 24:00 |
| 2001/02 — 2009/10 | перша неділя вересня, 02:00 | третя неділя квітня, 02:00 |

5 вересня 2010 року на Фолклендах було запроваджено цілорічний літній час UTC-3, що рівнозначно зміні стандартного часу.

#### Акротирі і Декелія
Військові бази на Кіпрі використовують той же час, що і решта Кіпру — східноєвропейський (EET, UTC+2), зі щорічним використанням літнього часу (EEST, UTC+3)]].

#### Британська територія в Індійському океані
Військова база Дієґо-Ґарсія, розташована на архіпелазі Чагос, запровадила поясний час UTC+5 1 січня 1907 року. 1 січня 1996 IOT було змінено до UTC+6. Літній час на цій території ніколи не вводився.